# Fondazione Gordon e Betty Moore
La Fondazione Gordon e Betty Moore è un ente statunitense fondata da  Gordon E. Moore, cofondatore di Intel, e da sua moglie Betty I. Moore nel settembre 2000. L'ente ha lo scopo di sostenere la scoperta scientifica, la conservazione dell'ambiente, il miglioramento della cura del paziente e la conservazione delle caratteristiche dell'Area della Baia di San Francisco.
Come delineato nella Dichiarazione di intenti del Fondatore, l'obiettivo della fondazione è quello di affrontare grandi questioni importanti su una scala in cui è possibile ottenere impatti significativi e misurabili.
Secondo l'Organizzazione per la cooperazione e lo sviluppo economico (OCSE), nel 2020 la Fondazione Gordon e Betty Moore ha sovvenzionalo lo sviluppo economico con 60 milioni di dollari.

## Progetti finanziati

### Astronomia
- All Sky Automated Survey per le SuperNovae (ASA-SN)
- Event Horizon Telescope (EHT)
- Telescopio Polo Sud (SPT)
- Thirty Meter Telescope (TMT)
- Osservatorio W. M. Keck[4]
- Matrice BICIPITE e Keck

### Biologia
- Centro di avanzato di diagnostica per immagini (advanced imaging center - AIC) | Janelia Research Campus
- Centro per le soluzioni oceaniche[5]
- Community Cyberinfrastructure for Advanced Marine Microbial Ecology Research and Analysis
- Foldscope
- Global Ocean Sampling Expedition
- iNaturalist

### Materiali quantistici
- Emergent Phenomena in Quantum Systems Initiative[6]

### Scoperta guidata dai dati
- Jupyter[7]
- Julia (linguaggio di programmazione)[8]
- Carpenteria dati[9]
- NumPy Pacchetto Python
- Numba Pacchetto Python
- Pacchetto Python Dask
- R Consorzio a sostegno di Linguaggio di programmazione R progetto

#### Ambienti di analisi dati Moore-Sloan
Fonte:
- Berkeley Istituto per l'analisi dati (BIDS)[11]
- NYU Centro per l'analisi dati[12]
- UW Istituto eScience[13]

### Iniziativa per la microbiologia marina (terminata nel 2021)
Fonte:
- Premio Investigator per la ricerca sull'ecologia microbica ad alto rischio (2012)[15]